# David Duchovny

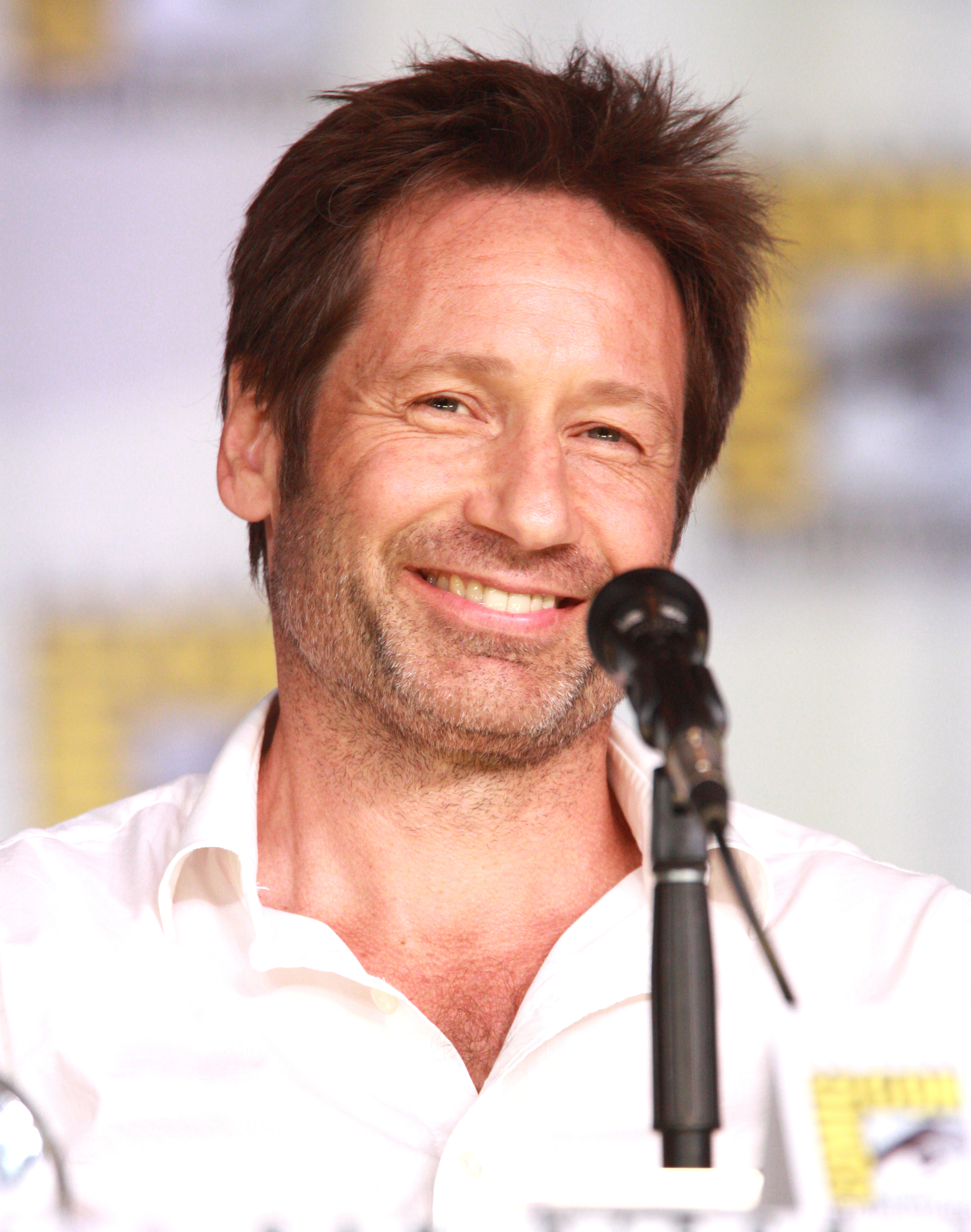
David Duchovny bei der Comic-Con 2013

David William Duchovny ['dukɔvniː'] (* 7. August 1960 in New York City) ist ein US-amerikanischer Schauspieler, Schriftsteller und Musiker. Duchovny wurde vor allem durch seine Rollen als Fox Mulder in der US-Fernsehserie Akte X – Die unheimlichen Fälle des FBI und als Hank Moody in Californication international bekannt.

## Karriere
David Duchovny hat einen Abschluss der Princeton University und war im Begriff, an der Yale University seinen Doktor in englischer Literatur zu machen, als er zur Schauspielerei wechselte. Parallel zu seinen Pflichten als Unterrichtsassistent und der Arbeit an seiner Dissertation zum Dr. phil. („Magie und Technologie in zeitgenössischer Poesie und Prosa“) nahm er Schauspielunterricht. Duchovny gab schließlich der Schauspielerei den Vorzug vor der Wissenschaft und kehrte der Universität den Rücken, ohne seine Arbeit dort zu beenden.
Sein Debüt gab Duchovny 1987 in einem Werbespot für Löwenbräu-Bier. Darauf folgten einige kleine Rollen in Fernseh- und Kinoproduktionen. 1990 bekam er eine Nebenrolle als Agent/Agentin Dennis/Denise Bryson in der Serie Twin Peaks. Dann ging es weiter mit Nebenrollen in mehreren Kinoproduktionen, bis er 1992 an der Seite von Brad Pitt und Juliette Lewis seine erste größere Rolle in Kalifornia spielen durfte.
1993 kam der Durchbruch, als Akte-X-Erfinder Chris Carter auf Duchovny aufmerksam wurde und ihn für die Hauptrolle des FBI-Agenten Fox Mulder engagierte. 1997 erhielt er für diese Rolle den Golden Globe Award. Neben der Tätigkeit für Akte X übernahm er von 1992 bis 1996 eine wiederkehrende Rolle in einer zweiten Serie: der Erotik-Reihe Foxy Fantasies (Originaltitel: Red Shoe Diaries), worauf auch die steten Hinweise in Akte X auf Mulders Vorliebe für dieses Genre anspielen. Die Idee dazu stammt jedoch von dem Autorenduo Glen Morgan und James Wong. Selbiges gilt für Mulders Vorliebe für Elvis Presley. Die Serie selber war ein Ableger des gleichnamigen TV-Films aus dem Jahr 1993, in dem Duchovny neben Billy Wirth und Brigitte Bako eine der Hauptrollen spielte.
Seit dem Ausstieg aus der Serie Akte X war David Duchovny in einigen Kinoproduktionen zu sehen (unter anderem Return to Me mit Minnie Driver, Trust the Man und Evolution mit Julianne Moore, The TV Set mit Sigourney Weaver, In deiner Haut mit Olivia Thirlby und Lili Taylor, Eine neue Chance mit Halle Berry und Benicio del Toro) und lieh in drei Computerspielen den Hauptcharakteren seine Stimme (XIII (2003); The X Files: Resist or Serve (2004); Area 51 (2005)). 2004 verfilmte er sein selbstverfasstes Drehbuch House of D. Unter anderem konnte er Robin Williams für dieses Projekt anheuern, bei dem Duchovny auch selbst Regie führte und eine Rolle übernahm. Der Film war jedoch wenig erfolgreich.
Von 2007 bis 2014 verkörperte Duchovny die Rolle des Hank Moody, des zentralen Hauptcharakters, in der Serie Californication, die bei den Golden Globe Awards 2008 ausgezeichnet wurde. Duchovny selbst erhielt für die Hauptrolle als Hank Moody ebenfalls den Golden Globe. Am 25. Juli 2008 startete der zweite Akte-X-Film Akte X – Jenseits der Wahrheit. 2013 startete Phantom, in dem Duchovny neben dem mehrfach für den Oscar nominierten Ed Harris spielt. Von 2015 bis 2016 verkörperte Duchovny den LAPD-Sergeant Sam Hodiak in der Krimiserie Aquarius. Im Sommer 2015 stand er wieder für sechs neue Folgen von Akte X vor der Kamera, die Anfang 2016 ausgestrahlt wurden. Im zweiten Halbjahr 2017 wurde die vorläufig letzte Staffel von Akte X mit 10 neuen Folgen gedreht, die Anfang 2018 ausgestrahlt wurden.
Duchovny zweite Regiearbeit Bucky F*cking Dent, zu der er auch das Drehbuch schrieb, feierte im Juni 2023 beim Tribeca Film Festival ihre Premiere.

## Musik
Im Mai 2015 veröffentlichte Duchovny sein erstes Musikalbum Hell or Highwater, das zwölf in Zusammenarbeit mit dem amerikanischen Singer-Songwriter Keaton Simons komponierte Stücke enthält. Duchovny tritt in den Folk-Rock-Titeln als Sänger auf und wird von der als Weather bezeichneten Begleitband unterstützt. Auf der Europa-Tournee im Jahr 2016 gastierte er in Deutschland in Köln und München.

## Privates
Duchovnys Großeltern väterlicherseits waren jüdische Immigranten aus dem Gebiet der heutigen Ukraine, die Mutter eine lutherische Immigrantin aus Schottland. Die Eltern wurden geschieden, als er elf Jahre alt war. Aufgrund mehrerer Reisen in die Heimat seiner Mutter hat er ein besonderes Verhältnis zu Schottland.
Von 1997 bis 2014 war Duchovny mit der Schauspielerin Téa Leoni verheiratet. Sie lebten mit den zwei gemeinsamen Kindern in Malibu, Kalifornien, bevor sie nach New York City zogen. Die gemeinsame Tochter West Duchovny wurde ebenfalls Schauspielerin.

## Deutscher Synchronsprecher
Deutscher Synchronsprecher von Duchovny ist Benjamin Völz. Allerdings wurde Duchovny im zweiten Kinofilm zu Akte X nicht von Völz, sondern von Johannes Berenz synchronisiert, da man sich mit 20th Century Fox nicht auf die Gage einigen konnte. Für die zwei Staffeln der Neuauflage von Akte X – Die unheimlichen Fälle des FBI übernahm Sven Gerhardt die Synchronisation.

## Filmografie
Als Darsteller
- 1988: Die Waffen der Frauen (Working Girl)
- 1989: New Year’s Day
- 1990–1991, 2017: Twin Peaks (Fernsehserie, 4 Folgen)
- 1990: Todfreunde – Bad Influence (Bad Influence)
- 1990: Julia Has Two Lovers
- 1991: Fast Food Family (Don’t Tell Mom the Babysitter’s Dead)
- 1991: The Rapture
- 1991: Denial
- 1992: Jack Ruby – Im Netz der Mafia (Ruby)
- 1992: Baby Snatcher
- 1992: Wilde Orchidee 3 (Red Shoe Diaries, Fernsehfilm)
- 1992: Ein Hund namens Beethoven (Beethoven)
- 1992: Venice/Venice
- 1992: Chaplin
- 1992–2002: Foxy Fantasies (Red Shoe Diaries, Fernsehserie, 30 Folgen)
- 1993: Kalifornia
- 1993–2002, 2016–2018: Akte X – Die unheimlichen Fälle des FBI (The X-Files, Fernsehserie, 191 Folgen)
- 1995–1998: Die Larry Sanders Show (The Larry Sanders Show, Fernsehserie, 2 Folgen)
- 1996: Space 2063 (Space: Above and Beyond, Fernsehserie, Folge 1x18)
- 1997: Playing God
- 1998: Akte X – Der Film (The X Files: Fight The Future)
- 2000: Zurück zu Dir (Return to Me)
- 2001: Evolution
- 2001: Zoolander
- 2001: Die einsamen Schützen (The Lone Gunmen, Fernsehserie, Folge Die Wahrheit über Yves)
- 2002: Voll Frontal (Full Frontal)
- 2002: Alles dreht sich um Bonnie (Life with Bonnie, Fernsehserie, 2 Folgen)
- 2003: Sex and the City: Nostalgie, Nostalgie
- 2004: Connie und Carla (Connie and Carla)
- 2004: House of D
- 2005: Liebe ist Nervensache (Trust the Man)
- 2006: The TV Set
- 2007: In deiner Haut (Si j’étais toi / The Secret)
- 2007: Eine neue Chance (Things We Lost in the Fire)
- 2007–2014: Californication (Fernsehserie, 84 Folgen)
- 2008: Akte X – Jenseits der Wahrheit (The X-Files: I Want to Believe)
- 2009: Familie Jones – Zu perfekt, um wahr zu sein (The Joneses)
- 2011: Zicke Zacke Ziegenkacke (Goats)
- 2013: Phantom
- 2015–2016: Aquarius (Fernsehserie, 26 Folgen)
- 2020: Blumhouse’s Der Hexenclub (The Craft: Legacy)
- 2021: Die Professorin (The Chair, Fernsehserie, Folge 1x05)
- 2022: The Bubble
- 2022: The Estate – Erben leicht verkackt (The Estate)
- 2023: You People
- 2023: Die verrückte Geschichte der Welt, Teil II (History of the World, Part II, Fernsehserie, Folge 1x08)
- 2023: Bucky F*cking Dent
- 2023: Friedhof der Kuscheltiere: Bloodlines (Pet Sematary: Bloodlines)

Theater
- 2010: The Break of Noon (Off-Broadway Theaterstück von Neil LaBute am Lucille Lortel Theater)

Drehbuch
- 1995–2002: Akte X – Die unheimlichen Fälle des FBI (The X-Files, Fernsehserie, 8 Folgen)
- 2004: House of D
- 2023: Bucky F*cking Dent

Regie
- 1999–2002: Akte X – Die unheimlichen Fälle des FBI (The X-Files, Fernsehserie, 3 Folgen)
- 2004: House of D
- 2006: Bones – Die Knochenjägerin (Bones, Fernsehserie, eine Folge)
- 2008–2014: Californication (Fernsehserie, 6 Folgen)
- 2016: Aquarius (Fernsehserie, eine Folge)
- 2023: Bucky F*cking Dent

Produzent
- 2007–2014: Californication (Fernsehserie)
- 2015–2016: Aquarius (Fernsehserie, Ausführender Produzent)
- 2023: Bucky F*cking Dent

PC-Spiele und Animation (Synchronstimme)
- 1993: Duckman (Zeichentrickserie, Stimme)
- 1995: Eek! The Cat (Zeichentrickserie, Cameo als Fox Mulder)
- 1997: Die Simpsons: Die Akte Springfield (The Simpsons: The Springfield Files, Stimme)
- 1998: The X Files: The Game
- 2003: XIII
- 2004: The X Files: Resist or Serve
- 2005: Area 51
- 2006: Queer Duck: The Movie (Stimme)
- 2011: The Beaufort Diaries (animierter Kurzfilm von Alex Petrowsky)[11]

## Romane
- Holy Cow. Headline, London 2015, ISBN 978-1-4722-2588-7.
  - deutsche Ausgabe: Heilige Kuh. Übersetzt von Timur Vermes. Wilhelm Heyne Verlag, München 2015, ISBN 978-3-453-26989-7.
- Bucky F*cking Dent. Farrar, Straus and Giroux, New York 2016, ISBN 978-0-374-11042-0.
  - deutsche Ausgabe: Ein Papagei in Brooklyn. Übersetzt von Jan Schönherr. Wilhelm Heyne Verlag, München 2017, ISBN 978-3-453-20114-9.
- Miss Subways. Farrar, Straus and Giroux, New York 2019, ISBN 978-0-374-53837-8.
- Truly Like Lightning. Macmillan, New York 2021, ISBN 978-0-374-27774-1.
- The Reservoir. Akashic Books, New York 2022, ISBN 978-1-63614-044-5.

## Musikalben
- 2015: Hell or Highwater
- 2018: Every Third Thought
- 2021: Gestureland

## Auszeichnungen und Preise
- 1995: Universe Reader’s Choice Award | Bester Schauspieler (Rubrik „TV-Serien“) – The X-Files
- 1996: Bravo OTTO Gold | TV Stars männlich
- 1997: National Television Award | Beliebtester Schauspieler – The X-Files
- 1997: TV Prize | Beste ausländische TV-Persönlichkeit männlich
- 1997: Golden Satellite Award | Bester Auftritt eines Schauspielers in einer Fernsehserie (Rubrik „Drama“) – The X-Files
- 1997: GQ | Auszeichnung als Mann des Jahres
- 1997: Golden Globe Award | Bester Auftritt eines Schauspielers in einer Fernsehserie (Rubrik „Drama“) – The X-Files
- 1997: Bravo OTTO Gold | TV Stars männlich
- 1998: Bravo OTTO Gold | TV Stars männlich
- 1998: Bravo OTTO Bronze | Filmstars männlich
- 1999: Bravo OTTO Silber | TV Stars männlich
- 1999: TV Guide Award | Lieblingsschauspieler (Rubrik „Drama“) – The X-Files
- 1999: American Comedy Award | Witzigster männlicher Gastauftritt in einer Fernsehserie – The Larry Sanders Show
- 2000: Bravo OTTO Silber | TV Stars männlich
- 2008: Golden Globe Award | Bester Auftritt eines Schauspielers in einer Fernsehserie (Rubrik „Musical oder Comedy“) – Californication
- 2016: Stern auf dem Hollywood Walk of Fame